# بريان كونكويست
بريان كونكويست (بالإنجليزية: Bryan Conquest)‏ هو سياسي أسترالي، ولد في 20 يوليو 1930 في كويلبي في أستراليا، وتوفي في 2 يناير 2018 في بوندابيرج في أستراليا. حزبياً، نشط في الحزب الوطني الأسترالي. وقد انتخب عضو مجلس النواب الأسترالي عن دائرة هينكلر ‏ (1 ديسمبر 1984 – 11 يوليو 1987).